# بت شريغلي (تشيشير)
بت شريغلي (بالإنجليزية: Pott Shrigley)‏ هي قرية وأبرشية مدنية تقع في المملكة المتحدة في إنجلترا. يقدر عدد سكانها بـ 220 نسمة .